# スウェーデンサッカー選手権1902
スヴェンスカ・メスタシュコーペット・イ・フットボール 1902 は、第7回目のスウェーデンサッカー選手権である。オルグリーテISが5回目の優勝を決めた。

## 決勝
| ヨンシャーピンスAIF | 0 – 8 | オルグリーテIS |
| ------------------- | ----- | -------------- |
|                     |       |                |